# Pedro Manrique (archevêque)
Pedro Manrique (décédé le 7 juin 1615) est un noble espagnol, un homme politique et un religieux.
Il était le fils de Jerónimo Piñeiro, Seigneur d'Eriete (es), et d'Isabel Mendoza.
Il a commencé sa carrière religieuse dans l'Ordre de Saint Augustin. Il a occupé les sièges épiscopaux de Tortosa (1601-1611) et Saragosse (1611) et finalement il a exercé la charge de Vice-roi de Catalogne (1611).